# Saison 1962-1963 de la WHL
Saison précédente Saison suivante
La saison 1962-1963 est la onzième saison de la Western Hockey League. Huit équipes jouent 70 matchs de saison régulière à l'issue de laquelle les Seals de San Francisco sont sacrés champions de la Coupe du président.

## Saison régulière

### Classements
| Clt   | Équipe                | PJ | V  | D  | N | BP  | BC  | Pts |
| ----- | --------------------- | -- | -- | -- | - | --- | --- | --- |
| +001, | Canucks de Vancouver  | 70 | 35 | 31 | 4 | 243 | 234 | 74  |
| +002, | Totems de Seattle     | 70 | 35 | 33 | 2 | 239 | 237 | 72  |
| +003, | Flyers d'Edmonton     | 70 | 24 | 44 | 2 | 215 | 309 | 50  |
| +004, | Stampeders de Calgary | 70 | 23 | 45 | 2 | 227 | 284 | 48  |

| Clt   | Équipe                 | PJ | V  | D  | N | BP  | BC  | Pts |
| ----- | ---------------------- | -- | -- | -- | - | --- | --- | --- |
| +001, | Buckaroos de Portland  | 70 | 43 | 21 | 6 | 279 | 184 | 92  |
| +002, | Seals de San Francisco | 70 | 44 | 25 | 1 | 288 | 219 | 89  |
| +003, | Blades de Los Angeles  | 70 | 35 | 32 | 3 | 235 | 226 | 73  |
| +004, | Comets de Spokane      | 70 | 30 | 38 | 2 | 219 | 252 | 62  |

- En gras : qualifié pour les demi-finales des séries éliminatoires
- En italique : qualifié pour les quarts de finale des séries éliminatoires

### Meilleurs pointeurs
| Clt | Joueur            | Équipe        | PJ | B  | A  | Pts |
| --- | ----------------- | ------------- | -- | -- | -- | --- |
| 1   | Guyle Fielder     | Seattle       | 69 | 17 | 80 | 97  |
| 2   | Nick Mickoski     | San Francisco | 68 | 41 | 54 | 95  |
| 3   | Phil Maloney      | Vancouver     | 64 | 29 | 61 | 90  |
| 4   | Bruce Carmichael  | Los Angeles   | 70 | 40 | 48 | 88  |
| 5   | Orland Kurtenbach | San Francisco | 70 | 30 | 57 | 87  |
| 6   | Carl Boone        | Vancouver     | 69 | 44 | 36 | 80  |
| 7   | Eddie Panagabko   | San Francisco | 70 | 31 | 47 | 78  |
| 8   | Gerry Goyer       | Portland      | 68 | 22 | 56 | 78  |
| 9   | Bob Barlow        | Seattle       | 70 | 47 | 30 | 77  |
| 10  | Leo Labine        | Los Angeles   | 68 | 30 | 47 | 77  |

## Séries éliminatoires
Les premiers de chaque division sont qualifiés directement pour les demi-finales où ils affrontent le vainqueur de la confrontation entre le deuxième et le troisième de leur division. Les quarts de finale sont joués au meilleur des 3 matchs, les demi-finale et la finale se jouent en sept matchs. Les Seals de San Francisco remportent la Coupe du président en battant les Totems de Seattle en 7 matchs.
|  | Quarts de finale | Quarts de finale       | Quarts de finale | Quarts de finale       |    |                   | Demi-finales | Demi-finales | Demi-finales | Demi-finales |  |  | Finale | Finale | Finale | Finale |
|  |                  |                        |                  |                        |    |                   |              |              |              |              |  |  |        |        |        |        |
|  |                  |                        |                  |                        |    |                   |              |              |              |              |  |  |        |        |        |        |
|  |                  |                        |                  |                        |    |                   |              |              |              |              |  |  |        |        |        |        |
|  |                  |                        |                  |                        |    |                   |              |              |              |              |  |  |        |        |        |        |
|  |                  |                        |                  |                        |    |                   |              |              |              |              |  |  |        |        |        |        |
|  |                  |                        |                  |                        |    |                   |              |              |              |              |  |  |        |        |        |        |
|  | N1               | Canucks de Vancouver   | 3                | 3                      |    |                   |              |              |              |              |  |  |        |        |        |        |
|  | N1               | Canucks de Vancouver   | 3                | 3                      |    |                   |              |              |              |              |  |  |        |        |        |        |
|  |                  |                        | N3               | Totems de Seattle      | 4  | 4                 |              |              |              |              |  |  |        |        |        |        |
|  | N2               | Totems de Seattle      | N3               | Totems de Seattle      | 4  | 4                 | 2            | 2            |              |              |  |  |        |        |        |        |
|  | N2               | Totems de Seattle      |                  |                        |    |                   |              | 2            |              |              |  |  |        |        |        |        |
|  | N3               | Flyers d'Edmonton      | 1                | 1                      |    |                   |              |              |              |              |  |  |        |        |        |        |
|  | N3               | Flyers d'Edmonton      | 1                | 1                      | N3 | Totems de Seattle | 3            | 3            |              |              |  |  |        |        |        |        |
|  |                  |                        |                  |                        | N3 | Totems de Seattle | 3            | 3            |              |              |  |  |        |        |        |        |
|  |                  |                        | S2               | Seals de San Francisco | 4  | 4                 |              |              |              |              |  |  |        |        |        |        |
|  |                  |                        |                  |                        | 4  | 4                 |              |              |              |              |  |  |        |        |        |        |
|  |                  |                        |                  |                        |    |                   |              |              |              |              |  |  |        |        |        |        |
|  |                  |                        |                  |                        |    |                   |              |              |              |              |  |  |        |        |        |        |
|  | S1               | Buckaroos de Portland  | 3                | 3                      |    |                   |              |              |              |              |  |  |        |        |        |        |
|  | S1               | Buckaroos de Portland  | 3                | 3                      |    |                   |              |              |              |              |  |  |        |        |        |        |
|  |                  |                        | S2               | Seals de San Francisco | 4  | 4                 |              |              |              |              |  |  |        |        |        |        |
|  | S2               | Seals de San Francisco | S2               | Seals de San Francisco | 4  | 4                 | 2            | 2            |              |              |  |  |        |        |        |        |
|  | S2               | Seals de San Francisco |                  |                        |    |                   |              | 2            |              |              |  |  |        |        |        |        |
|  | S3               | Blades de Los Angeles  | 1                | 1                      |    |                   |              |              |              |              |  |  |        |        |        |        |
|  | S3               | Blades de Los Angeles  | 1                | 1                      |    |                   |              |              |              |              |  |  |        |        |        |        |
|  |                  |                        |                  |                        |    |                   |              |              |              |              |  |  |        |        |        |        |

## Récompenses

### Trophée collectif
| Coupe Lester Patrick : Vainqueurs des séries | Seals de San Francisco |

### Trophées individuels
| Outstanding Goalkeeper Award : Meilleur gardien | Don Head, Buckaroos de Portland        |
| Leading Scorer Award : Meilleur pointeur        | Guyle Fielder, Totems de Seattle       |
| George Leader Cup : Meilleur joueur             | Phil Maloney, Canucks de Vancouver     |
| Rookie Award : Meilleure recrue                 | Gilles Villemure, Canucks de Vancouver |
| Fred J. Hume Cup : Joueur le plus gentilhomme   | Phil Maloney, Canucks de Vancouver     |

### Équipe d'étoiles
Les six joueurs suivants sont élus dans l'équipe d'étoiles :
- Gardien : Don Head, Buckaroos de Portland
- Défenseur : Gordon Sinclair, Totems de Seattle
- Défenseur : Fred Hucul, Stampeders de Calgary
- Ailier gauche : Nick Mickoski, Seals de San Francisco
- Centre : Guyle Fielder, Totems de Seattle
- Ailier droit : Carl Boone, Canucks de Vancouver